# Agastache mexická
Agastaché mexická (Agastache mexicana) je vytrvalá rostlina, bylina z čeledi hluchavkovité, vysoká až 30 cm. Kvete od července do září nápadnými modrofialovými květy. Květ je považován za dekorativní a proto je druh široce pěstován jako okrasná rostlina. Je považován za jedlou rostlinu. Celá rostlina výrazně voní.

## Rozšíření
Tento druh je původní v Mexiku.

## Použití
Pro své výrazné květenství se agastaché mexická vysazuje do ozdobných skalek, nádob a záhonů s dalšími trvalkami na světlých stanovištích, kde vynikne. Druh je vhodný spíše do skupin a hromadných výsadeb než jako solitéra.

### Pěstování
Vyžaduje výsluní nebo světlé stanoviště. Druhu vyhovuje i propustná lehká živná půda. Hodí se i na sušší stanoviště.

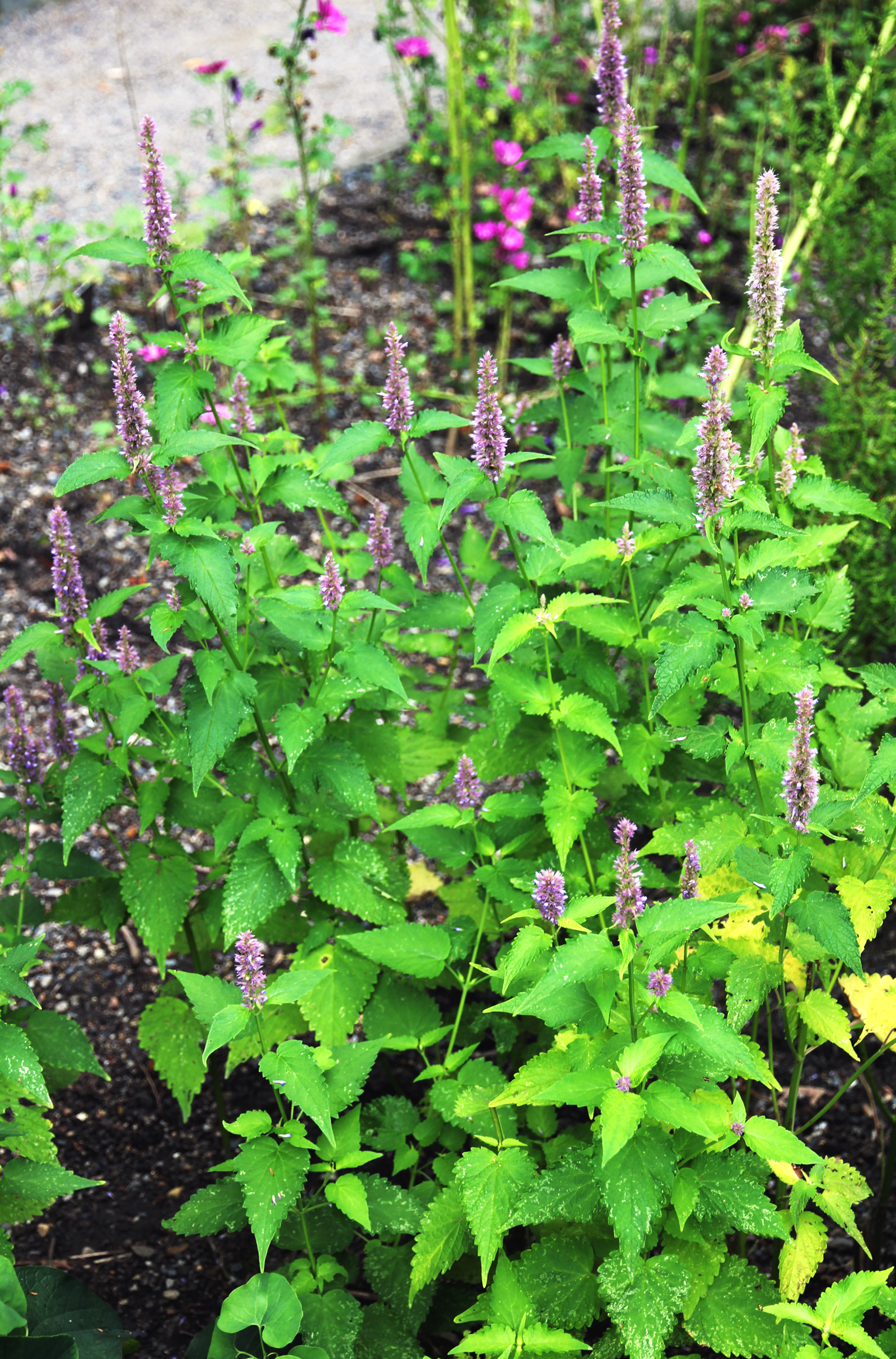
V Botanické zahradě Univerzity Karlovy, Praha

## Množení
Lze jej rozmnožovat semeny a v malém množství i dělením trsů v předjaří.